# Dimos Servia-Velventos
Dimos Servia-Velventos (Servia-Velventos) är en kommun i Grekland.   Den ligger i prefekturen Nomós Kozánis och regionen Västra Makedonien, i den norra delen av landet, 280 km nordväst om huvudstaden Aten. Antalet invånare är 16 734. Arean är 732 kvadratkilometer.
Terrängen i Dimos Servia-Velventos är bergig åt nordost, men åt sydväst är den kuperad.